# Gosné
Gosné is een gemeente in het Franse departement Ille-et-Vilaine (regio Bretagne). De plaats maakt deel uit van het arrondissement Fougères-Vitré. Gosné telde op 1 januari 2022 2.098 inwoners.

## Geografie
De oppervlakte van Gosné bedroeg op 1 januari 2022 18,14 vierkante kilometer; de bevolkingsdichtheid was toen 115,7 inwoners per km².

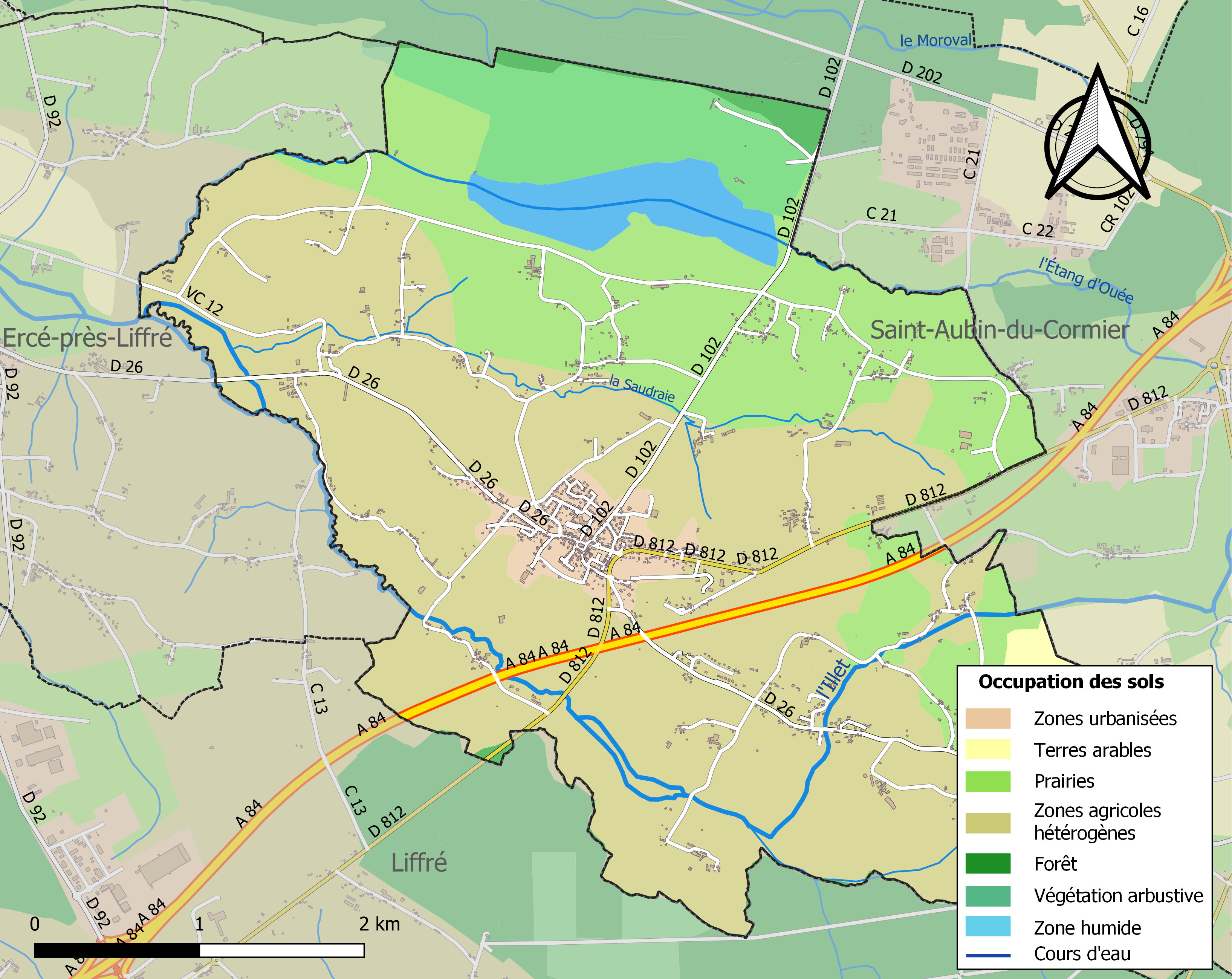
Kaart van de gemeente met belangrijkste infrastructuur, bodemgebruik en omliggende gemeenten

## Demografie
Onderstaande figuur toont het verloop van het inwonertal (bron: INSEE-tellingen).

## Afbeeldingen

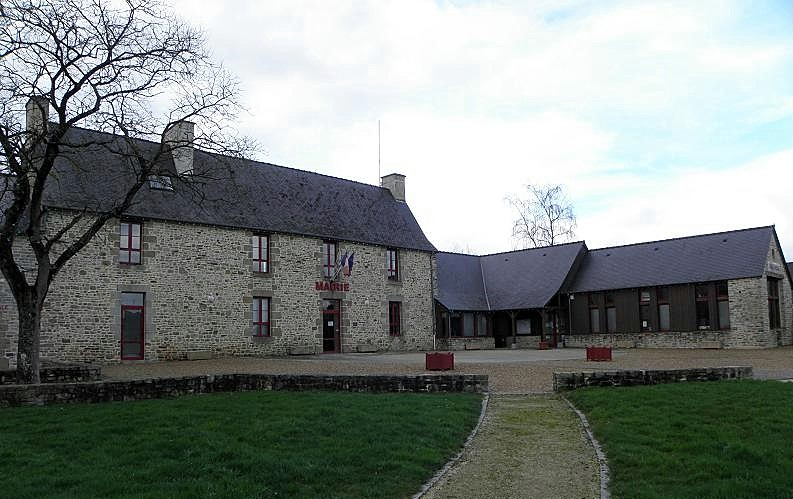
Gemeentehuis
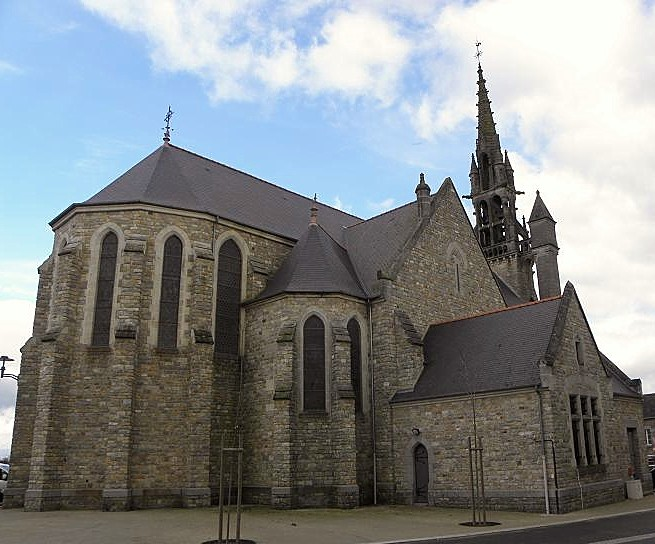
Église Notre-Dame-de-la-Visitation
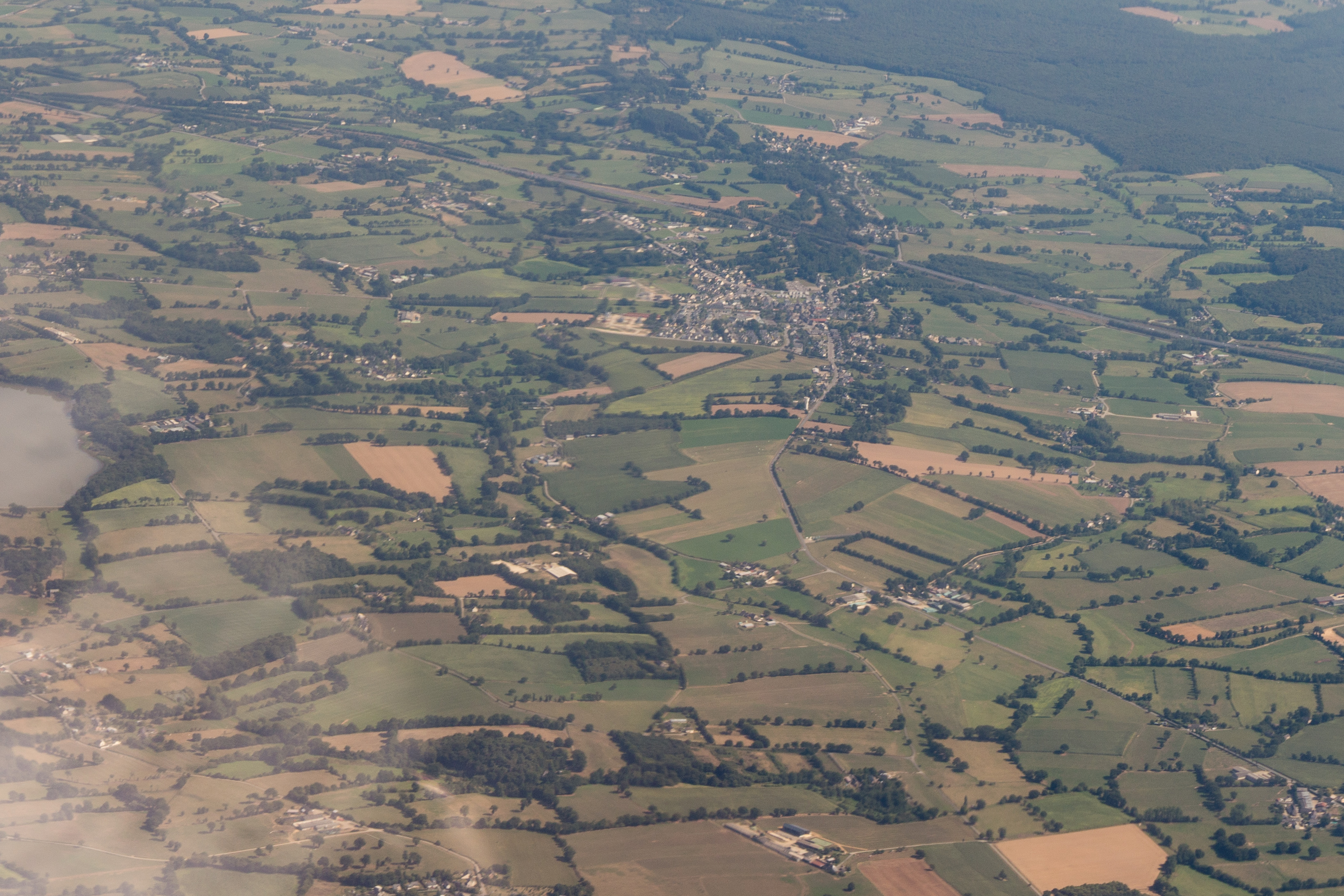
Gezicht op Gosné